# سياسة مستندة على أدلة
السياسة المستندة على أدلة(بالإنجليزية:Evidence-based policy) وهي سياسة عامة أعلمت من قبل دليل موضوعى مؤسس بدقة. وهي امتداد لفكرة العلاج المبنى على أدلة لتشمل كل مجالات السياسة العامة. وتعتبر السمة المميزة للسياسة العامة هي الدراسات العلمية الدقيقة مثل التجارب العشوائية المحكومة لتحديد البرامج والسياسات القادرة على تحسين النتائج ذات الصلة بالسياسة. ومع ذلك، بعض مجالات المعرفة لا تخدم جيدا بالبحوث الكمية، مما أدى إلى حدوث جدل حول الأساليب والأدوات التي تعتبر ضرورية لجمع الأدلة ذات الصلة. فالبيانات الجيدة، ومهارات التحليل، والدعم السياسى تعتبر عناصر مهمة هنا.
و على الرغم من أن السياسة القائمة على الأدلة يمكن أن تعزى بقدر ما يعود إلى القرن الرابع عشر، وشاع ذكرها في الآونة الأخيرة من قبل حكومة بلير في المملكة المتحدة. قالت حكومة بلير إنها تريد إنهاء صنع القرار القائم على الأيديولوجية المستخدمة في صنع السياسة. وعلى سبيل المثال، نشرت التقارير الرسمية لحكومة المملكة المتحدة سنة 1999 (الحكومة المعاصرة) وأشار إلى أن الحكومة «يجب أن تنتج السياسات التي تتعامل فعلا مع المشاكل، والتي تمتلك نظرة للأمام وتتشكل بالأدلة أفضل من الاستجابة للضغوطات قصيرة المدى فقط، تلك الحكومة التي تمسك بالأسباب وليس النتائج».
و ترتبط السياسة المستندة على دليل بأدريان سميث لأنه في خطابه الرئاسى لجمعية الإحصاء الملكية سنة 1996، قام بطرح العملية الحالية لصناعة السياسة وألح على «تقارب قائم على أدلة أكثر» وعلق على ذلك في كتابه «دروس قيمة مقترحة».

## تاريخ السياسة المستندة على أدلة
لقد كان الشكل المبدئى للسياسة المستندة على أدلة هو صنع التعرفة في أستراليا والذي كان مطلوبا في ظل التشريع أن يكون تعليما في تقرير العامة الصادرة عن هيئة التعرفة. وبداية، كانت تلك التقارير تبلغ فقط عن الآثار ثم شملت أيضا تأثير الصناعات والإقتصاد.
و قد تطور مصطلح «السياسة القائمة على الأدلة» من «الطب المبني على البراهين»، التي تستخدم فيها نتائج البحوث لدعم القرارات السريرية وتجمع الأدلة بواسطة التجارب العشوائية المحكومة (ت ع م)، الذي يقارن مجموعة العلاج مع مجموعة العلاجات البديلة الأخرى لقياس النتائج. في عام 1993، تم تأسيس مؤسسة كوشرين في المملكة المتحدة، وعملت على تحديث كل (ت ع م) لتوفير مراجع كوشرين ما يوفر بحوث أولية لصحة الإنسان والسياسة الصحية. ثم تزايدت البحوث والنشاطات السياسية من أجل مزيد من رسم السياسات المستندة إلى الأدلة التي أدت إلى تشكيل منظمة شقيقة لمنظمة كوشرين، منظمة كامبل سنة 1999. وقد أدارت منظمة كامبل مراجعات على أفضل دليل لتحليل آثار السياسات والممارسات الاجتماعية والتعليمية.
و انخرط في الضغط من أجل صنع المزيد من السياسات المبنية على الأدلة مجلس البحوث الاقتصادية والاجتماعية (م ب ق ج) بمنحة 1.3 مليون جنيه لشبكة الأدلة في عام 1999. وتعتبر شبكة الأدلة مركزا للسياسة والممارسة المبنية على الأدلة ومشابهة لكلا من منظمتى كامبل وكوشرين.
وفي الآونة الأخيرة تم تأسيس التحالف من أجل أدلة مفيدة، بتمويل من (م ب ق ج)، واليانصيب الكبرى ونيستا، لمناصرة استخدام الأدلة في السياسة الاجتماعية والممارسات. والتحالف هو عبارة عن شبكة واسعة في المملكة المتحدة والتي تشجع على استخدام الأدلة ذات الجودة العالية لاتخاذ قرارات صائبة في الاستراتيجيات والسياسة والممارسة من خلال الدعوة، ونشر البحوث وتبادل الأفكار والمشورة، وعقد الأحداث والتدريب.

## منهجية السياسة القائمة على الأدلة
هناك العديد من المنهجيات للسياسة المستندة على الأدلة ولكنها جميعا تشترك في الخصائص التالية:
- أن إختبارات نظرية لمعرفة لماذا هذه السياسة سوف تكون فعالة وما آثارها إذا ما كانت تلك السياسة ناجحة.
- تتضمن حقيقة: ما من الممكن أن يحدث إذا لم تنفّ تلك السياسة.
- تتضمن بعض قياسات الآثار المترتبة.
- تدرس كلا من الآثار المباشرة وغير المباشرة التي تحدث بسبب السياسة.
- تقوم بفصل الأمور المشكوك فيها وتتحكم بالمؤثرات الخارجية للسياسة والتي قد تؤثر على النتائج.
- ينبغى أن تكون قابلة للفحص والتكرار من قبل طرف ثالث.

يتناسب شكل الأساليب المستخدمة مع السياسة المستندة على أدلة التصنيفات المندرجة تحت إطار التكلفة والمنفعة وأبتكرت لتقدير صافي المدفوعات لو تم تنفيذ السياسة. لأن هناك صعوبة في قياس بعض آثار ونتائج هذه السياسة، وتركز في الغالب على نطاق واسع حول ما إذا فاقت الفوائد التكاليف أو لا بدلا من استخدام قيم معينة.

## سياسةالتنميةالقائمة على الأدلة
و قد مهد التطورالقائم عبر البحار مفهوم التخطيط السريع للناتج (م ت س ن) خلال الخمس سنوات الماضية كوسائل لمساعدة الدول المانحة والشركاء لتحويل أفضل للأبحاث إلى مبادرات السياسة.

### الدروس الأساسية في صنع السياسات القائمة على الأدلة
وقد وضعت ستة دروس أساسية، وهي:
1. عمليات السياسات معقدة ونادرا ما تكون خطية أو منطقية وببساطة تقديم المعلومات لصانعي السياسات وتتوقع منهم التصرف بناءا عليها شئ من المحتمل ألا يحدث. فعمليات السياسات ليست خطية بحتة فلها مراحل مختلفة ولكل مرحلة وقت زمنى مختلف لتتم فيه قد تتزامن في الحقيقة. لذلك يجب أن تكون السياسات مرنة.
2. وغالبا ما تكون المعلومات المتوفرة للسياسة من قبل البحوث القائمة على أدلة بسبب فجوات المعلومات، والتكتم، والحاجة لإجابات سريعة، الوسائل السياسية حقيقة أن الساسة أو صانعوا السياسة ليسو علماء.
3. ويمكن أن تسهم الأدلة القائمة على البحوث في السياسات التي لها تأثير كبير على حياة الناس. وتشمل إستراتيجية البحث الجديدة التابعة لقسم المملكة المتحدة للتنمية الدولية (ق ت د) قصصا ناجحة حيث قلت الوفيات بنسبة 22% في غانا كنتيجة لمساعدة النساء لكى تبدأ الرضاعة الطبيعية خلال ساعة واحدة من الولادة، وانخفاض 43٪ في وفيات فيروس نقص المناعة البشرية (H I V) للأطفال الإيجابي باستخدام المضادات الحيوية على نطاق واسع.
4. الحاجة إلى فهم شامل للسياق الذي من خلاله سيتم تنفيذ السياسة.
5. يحتاج رجال أعمال السياسة إلى مهارات إضافية للتأثير على السياسة.[9] يحتاجوا لكونهم ممن يسوون النزاعات السياسية، وقادريين على فهم السياسة وتحديد اللاعبين الرئيسيين.وعليهم أن يكونو قصاصين بارعين، قادريين على تأليف قصص بسيطة مقنعة من نتائج البحث المتاحة.وعليهم أن يكونو متصلين بشكل جيد بالشبكات للعمل بكفاءة مع جميع أطراف المصالح الأخريين، كذلك يحتاجون لكونهم مهندسيين جيدين، لبناء برنامج يربط كل هذا معا.
6. يحتاج رجال أعمال السياسة لنية واضحة –يحتاجون حقا فعل ذلك. وتحول الباحث إلى رجل أعمال السياسة، أو مركز أو قسم البحوث إلى تفكير ينطوي على إعادة توجيه أساسي نحو المشاركة في صياغة السياسات بدلا من التحصيل الدراسي التي تركز على السياسات، ما يترتب عليه جذب أكثر من ذلك بكثير بمجتمع السياسة؛ تطوير برنامج بحثى تركز على قضايا السياسة بدلا من الاهتمامات الأكاديمية؛ إكتساب مهارات جديدة أو بناء فرق متعددة التخصصات؛ إنشاء نظم وحوافز داخلية جديدة؛ إنفاق أكثر من ذلك بكثير على الاتصالات؛ إنتاج مجموعة مختلفة من المخرجات وتعمل أكثر في الشراكات والشبكات.

وتبين تلك الدروس أن العلاقة بين البحوث والسياسة والممارسات معقدة، متعددة الصناعة، وغير تخطيطية، ولها سياق محدد بشكل كبير،  وما يعمل في موقف معين قد لا يعمل في موقف أخر، كما أن تطوير إستراتيجيات فعالة في بيئات معقدة ليس بسيطا.الأدوات البسيطة مثل تحليلات المنفعة والتكلفة، والإطارات المنطقية، وأدوات إدارة المشاريع وغيرها قد لا تعمل هنا، لأنها تفشل في حساب التعقيدات الموجودة.
واستنادا إلى الأبحاث التي أجريت في ستة بلدان آسيوية وأفريقية، حدد اتحاد أنظمة الصحة المستقبلية مجموعة من الاستراتيجيات الرئيسية لتحسين الفهم السليم للأدلة في السياسة،  ومنها: تحسين القدرات التقنية لواضعي السياسات، وتجميع أفضل لنتائج البحوث.استخدام الشبكات الاجتماعية، عمل منتديات للمساعدة في ربط الدليل مع نتائج السياسات.

### مفهوم التخطيط السريع للناتج
أخذ مفهوم (م ت س ن) تلك الدروس في الحسبان وتم اختبارها ميدانيا من خلال أكثر من 40 ورش عمل ودورات تدريبية في جميع أنحاء العالم.ولهذا المفهوم ثمانية خطوات لكل خطوة مصادر تطويرها وأدواتها السياسية لضمان عنونتها بشكل شامل:
1. تحديد هدف سياسي واضح وشامل.
2. رسم خريطة سياق السياسة حول هذه المسألة، وتحديد العوامل الرئيسية التي قد تؤثر على العملية السياسية. يوفر الإطار السريع قائمة مرجعية مفيدة من الأسئلة.
3. تحديد أصحاب المصلحة المؤثرة الرئيسية. يمكن استخدام مصفوفة التأثير، والفائدة الخطية المتسارعة (م ت ف خ) لرسم خريطة الجهات الفاعلة من خلال ثلاثة أبعاد: درجة التوافق (أي الاتفاق) مع السياسة المقترحة، ومستوى اهتمامهم في هذه القضية، وقدرتهم على التأثير على عملية السياسة.
4. تطوير نظرية التغيير - تحديد التغييرات المطلوبة منهم إذا عملوا على دعم نتائج السياسة المرغوبة.
5. وضع إستراتيجية لتحقيق التغييرات البارزة في العملية - تحليل ميدان القوة وهي أداة مرنة يمكن استخدامها لزيادة فهم القوى مؤيدة ومعارضة لتغيير السياسات المطلوبة والاستجابة للمقترحات الملموسة.
6. ضمان أن الفريق المشارك لديه الكفاءات اللازمة لتنفيذ الاستراتيجية.
7. وضع خطة عمل لمقابلة الأدوات المفيدة لتحقيق هدف السياسة المرغوبة وتشمل مصفوفة المعلومات السريعة، هيكل سجلات وزارة التنمية الدولية ونتائج مركز بحوث التنمية الدولية لرسم الخرائط الإستراتيجية بينهما.
8. تطوير نظام للرصد والتعلم، ليس فقط لتتبع التقدم الذي تم إحرازه، ولإجراء أي تعديلات لازمة وتقييما لفعالية المفاهيم، ولكن أيضا لتعلم الدروس من أجل المستقبل .

ومثالا على مفهوم م ت س ن: مبادرة نظام فحص قوى الحياة البرية (م ن ف ق ب)،  حيث تم الإتفاق على نهج منظم لتنفيذه بأفريقيا .

### النتائج
وقد نتج عن ذلك:
1. أكثر من 50 دراسات حالة عن نجاح المشاركة في صياغة السياسات المستندة إلى الأدلة جمعت كشبكة .
2. تطوير وتسهيل سياسة تستند إلى الأدلة في شبكة التنمية (ت س أ ش ت)، الذي يربط أكثر من 20 شريكا مؤسسا وآلاف المهنيين العاملين في عمليات السياسات المبنية على الأدلة .
3. خلق مجموعة من الأدوات العملية التي تم تصميمها مع منظمات المجتمع المدني والباحثين وواضعين في الاعتبار صانعي السياسات التقدمية .على سبيل المثال، في مؤتمر طوكيو مؤخرا لمكافحة جرائم الحياة البرية، قدمت جامعة الأمم المتحدة ومعهد بحوث النظم البيئية الحالة الأولى من السياسة القائمة على الأدلة بصنع الخرائط إمتثالا وتنفيذا للإتفاقية .[14]
4. الدعم المباشر لمنظمات المجتمع المدني (م م م) لتوفير التدريب في التأثير على السياسة العامة والاتصالات الاستراتيجية .
5. تعزيز القدرة لقسم المملكة المتحدة للتنمية الدولية (ق ت د) للتأثير على الجهات الفاعلة الأخرى .

## التحالف من أجل السياسة المبنية على البراهين
الائتلاف هي منظمة غير حزبية لا تهدف للربح، والتي تتمثل مهمتها في زيادة فعالية الحكومة من خلال استخدام الأدلة الراسخة حول «ما يمكن عمله». ومنذ عام 2001، عمل التحالف مع الكونغرس الأمريكي والمكاتب الفرعية التنفيذية لديها الإصلاحات المتقدمة القائمة على الأدلة في البلاامج الإجتماعية للولايات المتحدة، التي تم سنها في القانون والسياسة. الائتلاف ليس له أي إنتماء مع أي برامج أو نماذج برامج، ولا يوجد مصلحة مالية في الأفكار السياسية التي تدعمها، مما مكنها من أن تكون بمثابة مصدر مستقل وموضوعي للخبرة للمسؤولين الحكوميين بشأن السياسة المستندة على أدلة .</ref>[هل المصدر موثوق به؟]